# Hemigramma decurrens
Hemigramma decurrens là một loài dương xỉ trong họ Tectariaceae. Loài này được Hook. Copel. mô tả khoa học đầu tiên năm 1928.